# إيبانيما

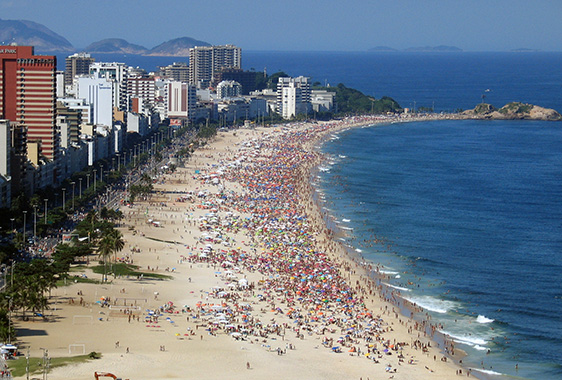
شاطئ إيبانيما

إيبانيما (بالبرتغالية: Ipanema‏) هو حي يقع في المنطقة الجنوبية لمدينة ريو دي جانيرو في البرازيل، بين حي ليبلون وحي أربوادور. أصبح الشاطئ في ايبانيما معروفا دوليا مع الأغنية الشعبية من نوع جاز بوسا نوفا «الفتاة من إيبانيما» (بالبرتغالية: Garota de Ipanema‏)، التي كتبها كل من أنطونيو كاهلوز جوبيم وفينيسيوس دجي مورايز.

## أصل التسمية
اسم إيبانيما مشتق من كلمات لغة توبي "ipá" (البركة) و "nem-a" (النتن). الترجمات المحتملة لمعناها الأصلي هي «المياه التي لا قيمة لها»، أو «البحيرة النتنة»، أو «المياه العكرة»، أو «المياه التي لا قيمة لها للاستهلاك البشري». قام المؤرخ تيودورو فرناندس سامبايو بترجمة إيبانيما على أنها «المياه السيئة».
تُعرف المنطقة الحدودية بين كوباكبانا (بالبرتغالية: Copacabana‏) وإيبانيما محليًا باسم «كوبانيما» (بالبرتغالية: Copanema‏).

## التاريخ
تتكون إيبانيما اليوم من الأرض التي كانت ذات يوم ملك «خوسيه أنطونيو موريرا فيلهو»، بارون إيبانيما. لم يشير اسم «إيبانيما» في الأصل إلى الشاطئ، ولكن إلى وطن البارون في ساو باولو. اكتسبت إيبانيما ذهرة عالمية مع صعود شعبية مع الأغنية الشعبية من نوع جاز بوسا نوفا «الفتاة من إيبانيما» (بالبرتغالية: Garota de Ipanema‏)، التي كتبها كل من أنطونيو كاهلوز جوبيم وفينيسيوس دجي مورايز في عام 1962. كتبت الكلمات الإنجليزية لاحقًا من قبل نورمان غامبل.

## وصف
تعتبر إيبانيما مجاورة لشاطئ كوباكبانا وشاطئ يبلون، لكنه يختلف عنهما. من السهل نسبيًا التنقل بسبب محاذاة الشوارع في شبكة. تشمل ثقافة الشاطئ في إيبانيما راكبي الأمواج والمصطافين لحمامات الشمس الذين يتجمعون يوميًا على الشاطئ. كل يوم أحد، يتم إغلاق الطريق الأقرب إلى الشاطئ أمام السيارات مما يسمح للسكان المحليين والسائحين بركوب الدراجات، التزلج، والمشي على طول المحيط. تعتبر إيبانيما واحدة من أغلى أحياء ريو دي جانيرو للعيش فيها؛ أدى الاستثمار الخاص إلى بناء مطاعم ومتاجر ومقاهي عالمية المستوى.
لعبت إيبانيما دورًا ثقافيًا في ريو دي جانيرو منذ بداية المدينة، حيث تضم جامعاتها ومعارضها الفنية ومسارحها. ويقام فيها عرض شوارع، يعرف ب«باندا دي إيبانيما» (بالبرتغالية: Banda de Ipanema‏)، خلال احتفالات الكرنفال المنفصلة عن تلك الموجودة في ريو دي جانيرو، والتي تجذب ما يصل إلى 50.000 شخص إلى شوارع إيبانيما.

## شاطئ البحر
شارع فييرا سوتو - بحيرة رودريغو دي فريتاس
يشتهر الشاطئ في إيبانيما بتطوره الأنيق وحياته الاجتماعية. يرتفع جبلان يُطلق عليهما «دويس إرماوس» (Dois Irmãos، الشقيقان) عند الطرف الغربي من الشاطئ، والذي ينقسم إلى أجزاء محددة بواسطة بوستوس (Postos) أو أبراج النجاة. تباع البيرة في كل مكان، جنبا إلى جنب مع الكاشاسا التقليدية. هناك دائما عديد من الناس يلعبون كرة القدم، الكرة الطائرة، وفوتفولي، وهي رياضة اخترعت محليا والتي هي مزيج من الكرة الطائرة وكرة القدم.
في فصل الشتاء، يمكن أن تصل الأمواج إلى ثلاثة أمتار (تسعة أقدام). تختلف نوعية المياه من الماء الأزرق الفاتح إلى الأخضر الأكثر ضبابية بعد هطول الأمطار الغزيرة. تساعد الانتفاخات المستمرة في الحفاظ على نظافة المياه، كما أن الاستراحة الشاطئية غالباً ما تشكل أمواجا قابلة للركوب. إلى الغرب مباشرة من هذا القسم الغني بالألوان، باتجاه ليبلون، ريو دي جانيرو، هناك امتداد شهير آخر من الرمال يعرف باسم بوستو 10 (بالبرتغالية: Posto 10‏)، في إشارة إلى محطة الإنقاذ رقم 10.
يعتبر الشاطئ واحدا من العديد من المناطق التي تعاني من سوء معالجة النفايات في المدينة. في مياهها، "تضخم بكتيريا القولون البرازية في بعض الأحيان 16 ضعف المستوى" المرضي للحكومة البرازيلية". لا يزال يتم إلقاء كميات كبيرة من الملوثات في البحر عبر أنبوب المصبات البحري القريب، الأمر الذي يثير قلقًا متزايدًا لعلماء البيئة.
غالبًا ما يحب رواد الشواطئ غروب الشمس في الصيف. في عام 2008، أدرجت قناة السفر شاطئ إيبانيما باعتباره أكثر الشواطئ جاذبية في العالم.

## بوستو 9

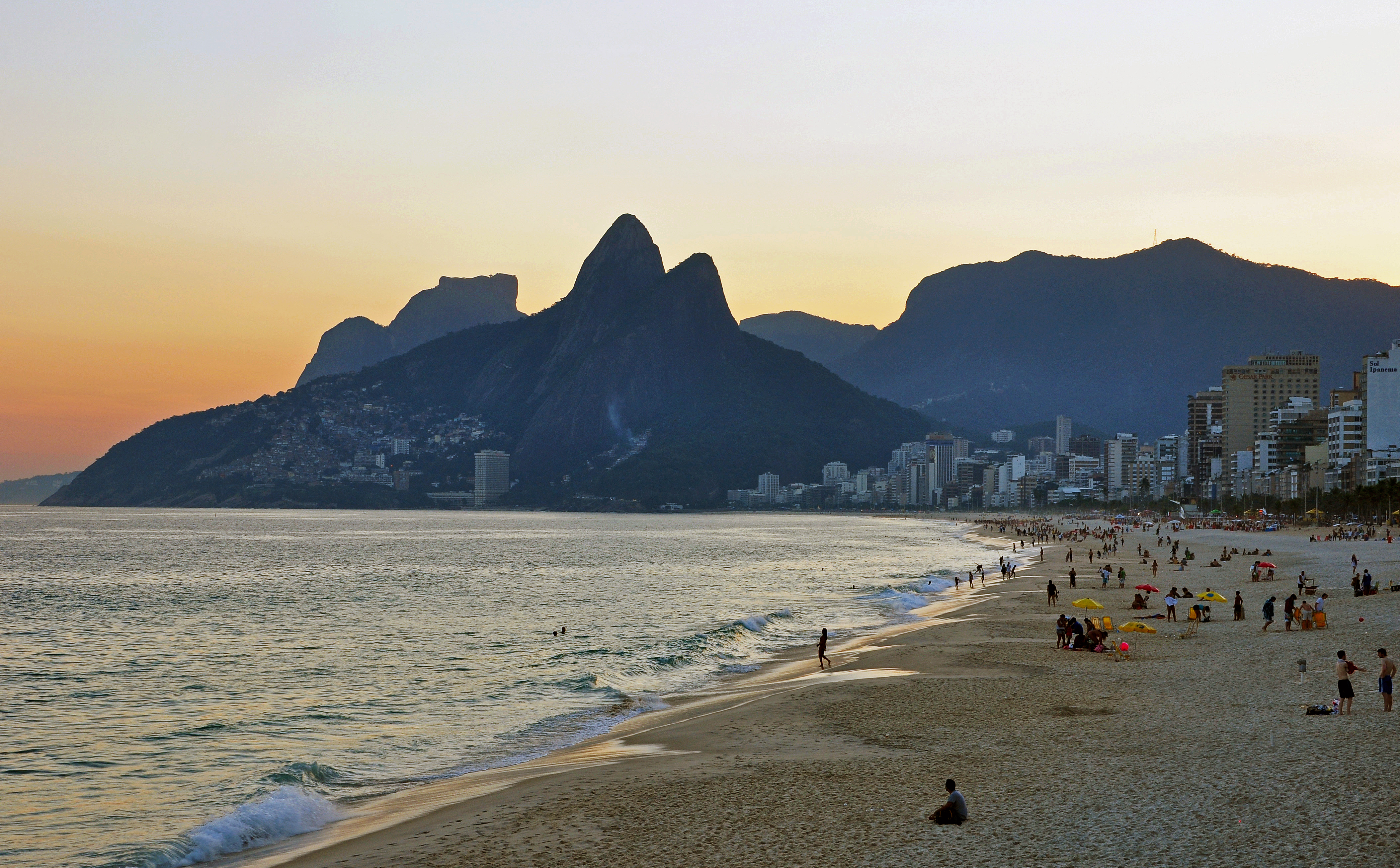
غروب الشمس في إيبانيما، مع حي فيديغال في الخلفية

«بوستو 9» (بالبرتغالية: Posto 9‏) هو جزء من الشاطئ حول محطة الإنقاذ رقم 9، مقابل شارع جوانا أنجيليكا. بدأت شهرتها في عام 1979 عندما عاد فرناندو غابيرا، وهو نائب فيدرالي سابق لولاية ريو دي جانيرو، من المنفى السياسي في فرنسا وتم تصويره هناك في نلابس سباحة ضيقة. كان عضواً في جماعة العصابات الحضرية اليسارية «حركة ثورة 8 أكتوبر»، التي اختطفت السفير الأمريكي، تشارلز بيرك إلبريك، في عام 1969 وطالب بالإفراج عن 15 سجينًا سياسيًا مقابل حياته.
أصبح غابيرا من المشاهير السياسيين في نشر مذكرات عن تجاربه كشخص في حرب عصابات وسنواته في المنفى. في عام 1979، تم تصويره وهو يرتدي ملابس سباحة أرجوانية ضيقة في إيبانيما، وأجرى مقابلة مع صحيفة للمثليين والمثليات، مما أثار شائعات بأنه مثلي الجنس، وهو أمر لم يؤكده ولم ينكره. جعل ذهابه إلى الشاطئ في بوستو 9 مشهورًا في جميع أنحاء البلاد.
ورثت بوستو 9 مكانتها كمكان تجمع للأنواع المعادية للثقافة من المنطقة القريبة من شارع فارمي دي أمويدو، بجانب الكثبان الرملية المسماة «دوناس دو باراتو» (بالبرتغالية: Dunas do Barato‏) ورصيف تم هدمه في السبعينيات. لديها تاريخ طويل من التدخين العام للقنب الهندي (وهو أمر غير قانوني في البرازيل)، ومداهمات الشرطة، وتجمعات المثقفين اليساريين. لا يزال الشاطئ يتمتع بشعبية بين الطلاب والفنانين والممثلين والأشخاص ذوي العقلية الليبرالية.

## فييرا هيبي دي إبانيما
بدأت مجموعة من الهيبيز سوق الأحد في إيبانيما في عام 1968 ويستمر المعرض التقليدي مع أكثر من 700 كشك والذي يعقد «فييرا هبي دي إيبانيما» (Feira Hippie de Ipanema، معرض إيبانيما للهيبيز)